# 民众街道
民众街道是中国广东省中山市下辖的一个街道，原为民众镇，2021年7月19日设为民众街道。民众街道位于中山市东北部。总面积125.42平方公里，人口 112,345（根據2020年人口統計數據），辖16个行政村和3个社区。

## 行政区划
社区：民众社区、多宝社区、浪网社区。
村：新伦村、民平村、义仓村、裕安村、新平村、新平四村、新建村、沙仔村、锦标村、沿江村、上网村、东胜村、浪网村、三墩村、接源村、群安村。